# 佐々木基
佐々木 基（ささき もとい）は元テレビ朝日のテレビプロデューサー。現株式会社Amazing Entertainmentの代表取締役社長。2017年、役職はテレビ朝日総合編成局映画事業部長兼編成部兼編成戦略部。2020年の役職はテレビ朝日ビジネスプロデュース局コンテンツ担当局次長。2023年4月、勤続30年を節目にテレビ朝日から独立し、株式会社Amazing Entertainmentを設立し代表取締役社長に就任している。グローバルIPプロデュースカンパニーとして、様々なコンテンツを企画開発している。

## 来歴・人物
1992年青山学院大学経済学部を卒業後、テレビ朝日に入社。学生時代から映像業界に興味があり、映画監督や脚本家を目指していたこともあった。
ADとしてワイドショーやバラエティ番組などに参加した後、『ウッチャンナンチャンの炎のチャレンジャー これができたら100万円!!』からの縁で『恋人はスナイパー』等のドラマのプロデュースを担当。映画事業部へ異動後スーパー戦隊シリーズの『炎神戦隊ゴーオンジャー』を番組途中から2019年まで担当。『仮面ライダーウィザード』第45話からは仮面ライダーシリーズも担当し、スーパーヒーロータイム両作品を手がけていた。
両シリーズとも従来のテレビ局側プロデューサーは放送枠の管理を主体としていたが、佐々木はドラマ部時代の経験から演出や脚本についての知識もあったことからより内容に踏み込んでプロデュースしている。また佐々木はオーディションによるキャスティングを重視しており、作品やキャラクターのイメージに合うかどうかだけでなく、将来テレビ朝日のゴールデンタイムを担える可能性も加味して抜擢している。

## プロデュース作品

### 特撮テレビドラマ
- スーパー戦隊シリーズ
  - 炎神戦隊ゴーオンジャー GP-27 - GP-FINAL（2008年 - 2009年） - プロデュース
  - 侍戦隊シンケンジャー（2009年 - 2010年） - プロデュース
  - 天装戦隊ゴセイジャー（2010年 - 2011年） - プロデュース
  - 海賊戦隊ゴーカイジャー（2011年 - 2012年） - プロデューサー
  - 特命戦隊ゴーバスターズ（2012年 - 2013年） - プロデューサー
  - 獣電戦隊キョウリュウジャー（2013年 - 2014年） - プロデューサー
  - 烈車戦隊トッキュウジャー（2014年 - 2015年） - プロデューサー
  - 手裏剣戦隊ニンニンジャー（2015年 - 2016年） - プロデューサー
  - 動物戦隊ジュウオウジャー（2016年 - 2017年） - プロデューサー（第1話 - 第20話） / チーフプロデューサー（第21話 - 最終話）
  - 宇宙戦隊キュウレンジャー（2017年 - 2018年） - チーフプロデューサー
  - 快盗戦隊ルパンレンジャーVS警察戦隊パトレンジャー（2018年 - 2019年） - チーフプロデューサー
  - 4週連続スペシャル スーパー戦隊最強バトル!!（2019年） - チーフプロデューサー
  - 騎士竜戦隊リュウソウジャー 第1話 - 第18話（2019年） - チーフプロデューサー
- 仮面ライダーシリーズ
  - 仮面ライダーウィザード 第44話 - 最終話（2013年） - プロデュース
  - 仮面ライダー鎧武/ガイム（2013年 - 2014年） - プロデュース
  - 仮面ライダードライブ（2014年 - 2015年） - プロデュース
  - 仮面ライダーゴースト（2015年 - 2016年） - プロデューサー（第1話 - 第38話） / チーフプロデューサー（第39話 - 最終話）
  - 仮面ライダーエグゼイド（2016年 - 2017年） - チーフプロデューサー
  - 仮面ライダービルド（2017年 - 2018年） - チーフプロデューサー
  - 仮面ライダージオウ（2018年 - 2019年） - チーフプロデューサー

### 映画
- 恋人はスナイパー 劇場版（2004年4月17日公開） - 企画・プロデュース
- スーパー戦隊シリーズ
  - 劇場版 炎神戦隊ゴーオンジャーVSゲキレンジャー（2009年1月24日公開） - プロデュース
  - 侍戦隊シンケンジャー 銀幕版 天下分け目の戦（2009年8月8日公開） - プロデュース
  - 侍戦隊シンケンジャーVSゴーオンジャー 銀幕BANG!!（2010年1月30日公開） - プロデュース
  - 天装戦隊ゴセイジャー エピックON THEムービー（2010年8月7日公開） - プロデュース
  - 天装戦隊ゴセイジャーVSシンケンジャー エピックon銀幕（2011年1月22日公開） - プロデュース
  - ゴーカイジャー ゴセイジャー スーパー戦隊199ヒーロー大決戦（2011年6月11日公開） - プロデューサー
  - 海賊戦隊ゴーカイジャー THE MOVIE 空飛ぶ幽霊船（2011年8月6日公開） - プロデューサー
  - 海賊戦隊ゴーカイジャーVS宇宙刑事ギャバン THE MOVIE（2012年1月21日公開） - プロデューサー
  - 特命戦隊ゴーバスターズ THE MOVIE 東京エネタワーを守れ!（2012年8月4日公開） - プロデュース
  - 特命戦隊ゴーバスターズVS海賊戦隊ゴーカイジャー THE MOVIE（2013年1月19日公開） - プロデューサー
  - 劇場版 獣電戦隊キョウリュウジャー ガブリンチョ・オブ・ミュージック（2013年8月3日公開） - プロデュース
  - 獣電戦隊キョウリュウジャーVSゴーバスターズ 恐竜大決戦! さらば永遠の友よ（2014年1月18日公開） - エグゼクティブ・プロデューサー
  - 烈車戦隊トッキュウジャー THE MOVIE ギャラクシーラインSOS（2014年7月19日公開） - エグゼクティブ・プロデューサー
  - 烈車戦隊トッキュウジャーVSキョウリュウジャー THE MOVIE（2015年1月17日公開） - エグゼクティブ・プロデューサー
  - 手裏剣戦隊ニンニンジャー THE MOVIE 恐竜殿さまアッパレ忍法帖!（2015年8月8日公開） - エグゼクティブプロデューサー
  - 手裏剣戦隊ニンニンジャーVSトッキュウジャー THE MOVIE 忍者・イン・ワンダーランド（2016年1月23日公開） - エグゼクティブプロデューサー
  - 劇場版 動物戦隊ジュウオウジャー ドキドキサーカスパニック!（2016年8月6日公開） - 企画・エグゼクティブプロデューサー
  - 劇場版 動物戦隊ジュウオウジャーVSニンニンジャー 未来からのメッセージ from スーパー戦隊（2017年1月14日公開） - 企画・エグゼクティブプロデューサー
  - 宇宙戦隊キュウレンジャー THE MOVIE ゲース・インダベーの逆襲（2017年8月5日公開） - エグゼクティブプロデューサー
  - 快盗戦隊ルパンレンジャーVS警察戦隊パトレンジャー en film（2018年8月4日公開） - エグゼクティブプロデューサー
  - 騎士竜戦隊リュウソウジャー THE MOVIE タイムスリップ!恐竜パニック!!（2019年7月26日公開） - エグゼクティブプロデューサー
- 漫才ギャング（2011年3月19日公開） - アソシエイトプロデューサー
- 仮面ライダーシリーズ
  - 仮面ライダー×仮面ライダー 鎧武&ウィザード 天下分け目の戦国MOVIE大合戦（2013年12月14日公開） - エグゼクティブプロデューサー
  - 劇場版 仮面ライダー鎧武 サッカー大決戦!黄金の果実争奪杯!（2014年7月19日公開） - エグゼクティブプロデューサー
  - 仮面ライダー×仮面ライダー ドライブ&鎧武 MOVIE大戦フルスロットル（2014年12月13日公開） - エグゼクティブプロデューサー
  - 劇場版 仮面ライダードライブ サプライズ・フューチャー（2015年8月8日公開） - 	エグゼクティブプロデューサー
  - 仮面ライダー×仮面ライダー ゴースト&ドライブ 超MOVIE大戦ジェネシス（2015年12月12日公開） - エグゼクティブプロデューサー
  - 仮面ライダー1号（2016年3月26日公開） - エグゼクティブプロデューサー
  - 劇場版 仮面ライダーゴースト 100の眼魂とゴースト運命の瞬間（2016年8月6日公開） - 企画・エグゼクティブプロデューサー
  - 仮面ライダー平成ジェネレーションズ Dr.パックマン対エグゼイド&ゴーストwithレジェンドライダー（2016年12月10日公開） - エグゼクティブプロデューサー
  - 劇場版 仮面ライダーエグゼイド トゥルー・エンディング（2017年8月5日公開） - エグゼクティブプロデューサー
  - 仮面ライダー平成ジェネレーションズ FINAL ビルド&エグゼイドwithレジェンドライダー（2017年12月9日公開） - エグゼクティブプロデューサー
  - 劇場版 仮面ライダービルド Be The One（2018年8月4日公開） - エグゼクティブプロデューサー
  - 平成仮面ライダー20作記念 仮面ライダー平成ジェネレーションズ FOREVER（2018年12月22日公開） - エグゼクティブプロデューサー
  - 劇場版 仮面ライダージオウ Over Quartzer（2019年7月26日公開） - エグゼクティブプロデューサー
- スーパーヒーロー大戦シリーズ
  - 仮面ライダー×スーパー戦隊 スーパーヒーロー大戦（2012年4月21日公開） - プロデュース
  - 仮面ライダー×スーパー戦隊×宇宙刑事 スーパーヒーロー大戦Z（2013年4月27日公開） - プロデュース
  - 平成ライダー対昭和ライダー 仮面ライダー大戦 feat.スーパー戦隊（2014年3月29日公開） - エグゼクティブプロデューサー
  - スーパーヒーロー大戦GP 仮面ライダー3号（2015年3月21日公開） - エグゼクティブプロデューサー
  - 仮面ライダー×スーパー戦隊 超スーパーヒーロー大戦（2017年3月25日公開） - 企画
- サンブンノイチ（2014年4月1日公開） - アソシエイトプロデューサー
- キカイダー REBOOT（2014年5月24日公開） - プロデュース
- マックスマンシリーズ - 企画プロデュース
  - Mr.マックスマン（2015年10月17日公開）
  - Bros.マックスマン（2017年1月7日公開）
  - N.Y.マックスマン（2018年2月17日公開）
- 相棒 -劇場版IV- 首都クライシス 人質は50万人! 特命係 最後の決断（2017年2月11日公開） - Co.エグゼクティブプロデューサー
- TAP THE LAST SHOW（2017年6月17日公開） - Co.エグゼクティブプロデューサー
- ラストレシピ ～麒麟の舌の記憶～（2017年11月3日公開） - コーエグゼクティブプロデューサー
- 探偵はBARにいる3（2017年12月1日公開） - Co.エグゼクティブプロデューサー
- 北の桜守（2018年3月10日公開） - シニアプロデューサー
- honey（2018年3月31日公開） - Coエグゼクティブプロデューサー
- 走れ!T校バスケット部（2018年11月3日公開） - 企画・プロデュース
- サムライマラソン（2019年2月22日公開） - チーフプロデューサー
- 轢き逃げ 最高の最悪な日（2019年5月10日公開） - Co.エグゼクティブプロデューサー
- うちの執事が言うことには（2019年年5月17日公開） - Coエグゼクティブプロデューサー
- 劇場版 おっさんずラブ 〜LOVE or DEAD〜（2019年8月23日公開） - エグゼクティブプロデューサー
- カツベン!（2019年12月13日公開） - エグゼクティブプロデューサー
- 甘いお酒でうがい（2020年9月25日公開） - 企画

### テレビドラマ
- 名探偵 保健室のオバさん（1997年） - プロデュース補
- ふたり～Wherever You Are～（1997年） - プロデューサー補
- ガラスの仮面（1997年） - プロデューサー補
  - ガラスの仮面 第2シリーズ（1998年）
- 君の手がささやいている（1997年） - プロデューサー補
  - 君の手がささやいている 第ニ章（1998年） - プロデューサー
- おそるべしっっ!!!音無可憐さん（1998年） - プロデューサー補
- スウィートデビル（1998年） - プロデューサー補
- 恋の奇跡（1999年） - プロデューサー
- 青い鳥症候群（1999年） - プロデューサー
- アナザヘヴン～eclipse～（2000年） - プロデュース
- お前の諭吉が泣いている（2001年） - プロデューサー
- 早乙女タイフーン（2001年） - プロデューサー
- 恋人はスナイパー（2001年） - プロデューサー
  - 恋人はスナイパー EPISODE2（2002年） - プロデュース
- 九龍で会いましょう（2002年） - プロデュース
- 恋は戦い!（2003年） - プロデューサー
- 生放送はとまらない!（2003年） - プロデュース
- 愛と死をみつめて（2006年） - 営業
- 絶対BLになる世界VS絶対BLになりたくない男（2021年、テレ朝チャンネル1） - 企画統括
  - 絶対BLになる世界VS絶対BLになりたくない男 シーズン2（2022年）

### 配信ドラマ
- 仮面ライダーアマゾンズ（2016年、Amazon Prime Video） - プロデュース
  - 仮面ライダーアマゾンズ シーズン2（2017年）
- 仮面戦隊ゴライダー（2017年、ビデオパス） - プロデューサー

### バラエティ
- GAHAHA王国（1994年）
- USO（1995年） - AD
- ウッチャンナンチャンの炎のチャレンジャー これができたら100万円!!（1995年） - 番組初期のAD
- 内村プロデュース 017「番組アシスタント我孫子千香の今後をプロデュース」（2000年8月13日） - ゲスト出演
- はい!テレビ朝日です「手裏剣戦隊ニンニンジャー～人気の秘密～」（2015年5月3日） - スタジオ出演